# یواس‌اس نیترو (ای‌ئی-۲)
یواس‌اس نیترو (ای‌ئی-۲) (به انگلیسی: USS Nitro (AE-2)) یک کشتی بود که طول آن 482 ft 9 in (147 m) بود. این کشتی در سال ۱۹۱۹ ساخته شد.